# David Croll

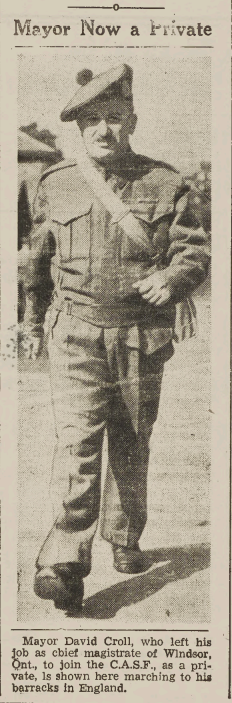
David Croll, 1940

David Arnold Croll (geboren 12. März 1900 als Davud Avrum Croll in Moskau; gestorben 11. Juni 1991 in Ottawa) war ein kanadischer Anwalt, Offizier und langjähriges Mitglied des nationalen Parlaments (Unterhaus 1945–1955, Senat 1955–1991). Er war der erste jüdische Senator in der Geschichte Kanadas, und er verfasste mehrere Studien über Armut und die Probleme älterer Menschen in Kanada.
Im Jahr 1930 wurde Croll als Bürgermeister der Stadt Windsor gewählt und wurde später Minister in der Regierung des Bundesstaats Ontario. Beim Kriegsausbruch im September 1939 trat er in die kanadischen Streitkräfte ein, befehligte später das Infanteriebataillon „Oxford Rifles“ und beendete seine militärische Karriere 1945 im Rang eines Oberstleutnants.